# Cynanchum viminale
Cynanchum viminale (L.) L., 1771 è una pianta succulenta della famiglia delle  Apocynaceae.

## Distribuzione e habitat
Questa specie ha un areale pantropicale che si estende dall'Africa subsahariana (Eritrea, Etiopia, Somalia, Kenya, Tanzania, Angola, Malawi, Zimbabwe, Namibia, Sudafrica, Madagascar, Capo Verde, Mauritius e Seychelles), attraverso la penisola arabica (Oman, Arabia Saudita e Yemen), l'India e le Filippine, sino all'Oceania (Australia e Nuova Caledonia).

## Usi
Alcuni autori identificano questa specie con il Soma, la pianta sacra utilizzata a scopo rituale nel Vedismo.